# Чалкер, Ребекка
Ребекка Чалкер (англ. Rebecca Chalker, род. 1943) — писательница и активистка движения за права женщин, автор нескольких книг по вопросам женского здоровья.

## Юные годы и образование
Чалкер получила степень бакалавра в 1966 году и степень магистра в 1975 году в Университете штата Флорида в Таллахасси. С 1966 по 1967 год она служила в Корпусе мира в качестве преподавателя в Тегеранской школе социальной работы в Иране. 
Чалкер активно критиковала политику США в отношении Ирана, и в 1979 году её арестовали вместе с другими активистами за то, что она вывесила на монументе Вашингтону плакат с надписью «Американский империализм, убери свои кровавые руки от Ирана». Она отправилась в Тегеран в составе делегации «Отправьте шаха назад — руки прочь от Ирана» в поддержку иранской революции и оккупации посольства США в Иране. После возвращения в Соединённые Штаты она и Эйлин Шнитгер (член Feminist Women’s Health Center) сорвали национальный чемпионат по пауэрлифтингу среди женщин, надев футболки с надписью «Отправьте шаха обратно» (возвращение свергнутого шаха Мохаммеда Резы Пехлеви для предания его суду в Иране было одним из главных требований иранских студентов, которые захватили посольство и взяли в заложники его сотрудников). 

## Литературная карьера
Книги Чалкер включают в себя «Полное руководство по цервикальному колпачку», «Преодоление расстройств мочевого пузыря» и «Женская книга выбора: аборт, менструальное извлечение, RU-486». Она также написала книгу «Правда о клиторе» об анатомии половых органов и способах усиления сексуальных реакций. 
В 1993 году Ле Энн Шрайбер написала в The New York Times о книге «Женский выбор»: «Есть один неоспоримый факт об абортах в Америке: на протяжении более столетия доступ американских женщин к безопасным абортам контролировался врачами и законодателями. Вопреки этой модели Ребекка Чалкер, консультант по абортам и автор ряда популярных медицинских книг, и Кэрол Даунер, юрист и исполнительный директор Федерации феминистских центров женского здоровья, выступили с декларацией независимости». 
Чалкер — профессор Университета Пейс в Нью-Йорке и продолжает читать лекции по вопросам женского здоровья и сексуальности.

## Книги
- Chalker, Rebecca. The Complete Cervical Cap Guide. — Harper & Row, 1987.
- Chalker, Rebecca. Overcoming Bladder Disorders: Compassionate, Authoritative Medical and Self-help Solutions for Incontinence, Cystitis, Interstitial Cystitis, Prostate Problems, and Bladder Cancer / Rebecca Chalker, Kristene E Whitmore. — Harper Perennial, 1991.
- Chalker, Rebecca. The Clitoral Truth: The Secret World at Your Fingertips. — Seven Stories Press, 2010. (2nd edition published 2018)
- Chalker, Rebecca. Klitoris. Die unbekannte Schöne :  [нем.] / Rebecca Chalker, Ekpenyong Ani. — Berlin Orlanda, 2012.
- Chalker, Rebecca. A Woman's Book Of Choices / Rebecca Chalker, Carol Downer. — Seven Stories Press, 2014.